# Kate Higgins
Kate Higgins est une actrice américaine née le 16 août 1969 à Charlottesville en Virginie.

## Filmographie

### Cinéma
- 1991 : Here Is Greenwood : Miya Igarashi
- 1993 : Sailor Moon : Les Fleurs maléfiques : Ami Mizuno
- 1994 : Sailor Moon S, le film : Ami Mizuno
- 1995 : Sailor Moon Super S, le film : Ami Mizuno
- 2001 : Sakura Wars : Film : voix additionnelles
- 2002 : Haré + Guu : Yumi
- 2003 : La Mort en ligne : Yumi
- 2004 : Izo : l'enseignante
- 2004 : Naruto Shippuden : Un funeste présage : Sakura Haruno
- 2005 : Karas : Homura
- 2005 : Naruto : La Légende de la pierre de Guélel : Sakura Haruno
- 2006 : Naruto : Panique sur l'île du croissant de lune : Sakura Haruno
- 2006 : Amer Béton : la femme de Kimura
- 2006 : Bleach: Memories of Nobody : Karin Kurosaki
- 2007 : Chapitre 27 : Gloria
- 2007 : Bleach: The Diamond Dust Rebellion : Karin Kurosaki
- 2008 : Naruto Shippuden : Les Liens : Sakura Haruno
- 2008 : Wushu : Fong Fong
- 2008 : Bleach: Fade to Black : Retsu Unohana
- 2009 : Gnomes and Trolls: The Secret Chamber : Fawn
- 2009 : Happily N'Ever After 2 : Goldilocks et Lucy
- 2009 : Eureka Seven : Talho Yuki
- 2009 : Batgirl: Année Un : Barbara Gordon / Batgirl
- 2009 : Naruto Shippuden : La Flamme de la volonté : Sakura Haruno
- 2009 : Green Valley : Meat Counter Girl
- 2010 : Naruto Shippuden: The Lost Tower : Sakura Haruno
- 2010 : Bleach: Hell Verse : Karin Kurosaki
- 2011 : Barbie et le Secret des fées : Taylor
- 2011 : Naruto Shippuden: Blood Prison : Sakura Haruno
- 2012 : Back to the Sea : le petit poisson
- 2012 : Delhi Safari : une antilope
- 2012 : Monster High : Les Reines de la CRIM' : Frankie Stein
- 2012 : Naruto Shippuden: Road to Ninja : Sakura Haruno et Mebuki Haruno
- 2013 : Iron Man : L'Attaque des technovores : Pepper Potts
- 2013 : Bonta 3D : Gaga
- 2013 : Scooby-Doo et le Fantôme de l'Opéra : Meg Gale et Cathy
- 2013 : Alpha et Oméga 2 : une nouvelle aventure : Kate, Stinky et Lilly
- 2014 : Alpha et Oméga 3 : Kate et Stinky
- 2014 : Alpha et Oméga 4 : Kate, Stinky et Lilly
- 2014 : Naruto the Last, le film : Sakura Haruno
- 2015 : Madea's Tough Love : Yoshi
- 2015 : Alpha et Oméga 5 : Kate, Stinky et Lilly
- 2015 : Boruto : Naruto, le film : Sakura Uchiha
- 2015 : Monster High: Boo York, Boo York
- 2015 : Digimon Adventure tri. : Gatomon et Meicoomon
- 2016 : Norm : Elizabeth
- 2016 : Code Geass : C.C.
- 2016 : Monster High : La Grande Barrière des frayeurs : Frankie Stein
- 2016 : The Perfect Match : voix additionnelles
- 2016 : Alpha and Omega: Dino Digs : Kate et Stinky
- 2016 : Big Fish & Begonia : la grand-mère de Tingmu
- 2016 : Digimon Adventure Tri. 3: Confession : plusieurs personnages
- 2016 : Alpha et Oméga 7 : Kate et Stinky
- 2017 : Digimon Adventure tri. 4 : plusieurs personnages
- 2017 : Tom et Jerry au pays de Charlie et la chocolaterie : Mme Bucket
- 2017 : Lego Scooby-Doo : Mystère sur la plage : Brenda
- 2017 : Digimon Adventure tri. 5 : plusieurs personnages
- 2017 : Axel 2: Aventures of the Spacekids : Gaga
- 2018 : Digimon Adventure tri. 6 : plusieurs personnages
- 2018 : Hotel Artemis : Choppr Liaison
- 2018 : Ralph 2.0 : Aurore

### Télévision
- 1992-1996 : Sailor Moon : Ami Mizuno (154 épisodes)
- 1994 : Marmalade Boy : plusieurs personnages
- 1998 : Initial D : Natalie (26 épisodes)
- 1999 : GTO : plusieurs personnages
- 2001-2002 : Jackie Chan : Simone (2 épisodes)
- 2002 : Overman King Gainer : Meeya Laujin
- 2002-2003 : Les Douze Royaumes : Shoukei (23 épisodes)
- 2002-2005 : Ghost in the Shell: Stand Alone Complex : la petite fille (51 épisodes)
- 2002-2007 : Naruto : Sakura Haruno (135 épisodes)
- 2003-2005 : Bobobo-bo Bo-bobo : voix additionnelles (76 épisodes)
- 2003 : Uchū no Stellvia : Akira Kayama
- 2003 : Scrapped Princess : Zefiris
- 2003-2004 : Les Razbitume : Leslie et l'enfant phonatique (2 épisodes)
- 2004 : Planetes : Edelgard Rivera (1 épisode)
- 2004 : Enfer et Paradis : Emi Isuzu (5 épisodes)
- 2004-2006 : Brandy et M. Moustache (44 épisodes)
- 2004-2012 : Bleach : Retsu Unohana, Karin Kurosaki et Nanao Ise (105 épisodes)
- 2005 : Zatchbell : Megumi et Kolulu (4 épisodes)
- 2005 : Bokusatsu tenshi Dokuro-chan : Haruna Numata (1 épisode)
- 2005-2006 : Eureka Seven : Talho Yuki et autres personnages (50 épisodes)
- 2005-2007 : Eyeshield 21 : Mamori Anezaki (106 épisodes)
- 2006 : Fate/stay night : Saber (24 épisodes)
- 2006 : Kekkaishi : Tatoh (1 épisode)
- 2006-2008 : Code Geass : C. C. (14 épisodes)
- 2006-2008 : Digimon Data Squad : Miki Kurosaki (20 épisodes)
- 2007 : Lucky Star : Nanako Kuroi (23 épisodes)
- 2007 : Nodame Cantabile : Megumi Noda (23 épisodes)
- 2007-2008 : Animalia : Allegra et Melba (4 épisodes)
- 2007-2015 : Naruto Shippuden : Sakura Haruno et Mebuki Haruno (222 épisodes)
- 2008-2009 : Wolverine et les X-Men : Wanda Maximoff, Scarlet Witch et Megan Gwynn (8 épisodes)
- 2008-2009 : Blue Dragon : voix additionnelles (51 épisodes)
- 2008-2009 : Skip Beat! : Haruki Asami (25 épisodes)
- 2008-2010 : Stitch ! : Angel, Junior et autres personnages (5 épisodes)
- 2010 : Gormiti : Jessica Herleins, Mme Tripp et autres personnages (39 épisodes)
- 2010 : Barbie: Fashionistas : Sporty (5 épisodes)
- 2011 : Wolverine : Yukio (11 épisodes)
- 2011 : Marvel Anime : Yukio (4 épisodes)
- 2011-2013 : Scooby-Doo : Mystères associés : Janet Nettles, Tomina Kasanki, Vanessa Quinlan et autres personnages (17 épisodes)
- 2012 : Smile PreCure! : Chloé et Glitter Breeze (21 épisodes)
- 2012 : Violetta : Ludmila Ferro (1 épisode)
- 2012-2014 : La Légende de Korra : Toph Beifong et autres personnages (2 épisodes)
- 2012-2015 : Barbie : La Vie dans la Dreamhouse : Barbie (76 épisodes)
- 2013 : Dokidoki! PreCure (1 épisode)
- 2013 : Ever After High : Baba Yaga
- 2013-2014 : Princesse Sofia : Princesse Aurore (2 épisodes)
- 2013-2014 : Tenkai Knights : Wakamei Dalton (52 épisodes)
- 2014 : Terra Formars : voix additionnelles (3 épisodes)
- 2014-2016 : Sailor Moon Crystal : Ami Mizuno (34 épisodes)
- 2014-2017 : Blaze and the Monster Machines : Starla et Skyler (25 épisodes)
- 2016 : Regular : plusieurs personnages (2 épisodes)
- 2016 : Twin Star Exorcists : Subaru Mitejima (31 épisodes)
- 2016 : Lastman : voix additionnelles (2 épisodes)
- 2016-2018 : Les Super Nanas : Maylyn et autres personnages (6 épisodes)
- 2016-2018 : Bunnicula : Becky et Granny (3 épisodes)
- 2017 : Kuzu no honkai : Hanabi Yasuraoka (12 épisodes)
- 2017-2018 : Star Butterfly : voix additionnelles (3 épisodes)
- 2018 : Shimmer et Shine : Capitaine Zora (1 épisode)
- 2018-2019 : Enchantimals: Tales From Everwilde : Felicity Fox et Jayla (20 épisodes)
- 2019-en production : Pinkfong Wonderstar : voix Coco, Jordi, Lila (saison 1)

### Jeux vidéo
- 2003 : Naruto: Clash of Ninja : Sakura Haruno
- 2003 : Naruto: Clash of Ninja Revolution 2 : Sakura Haruno
- 2004 : EverQuest II : plusieurs personnages
- 2004 : World of Warcraft : voix additionnelles
- 2005 : Destroy All Humans! : une campagnarde
- 2005 : Naruto: Uzumaki Chronicles : Sakura Haruno
- 2006 : Naruto: Ultimate Ninja Heroes 2 - The Phantom Fortress : Sakura Haruno
- 2006 : Project Sylpheed : Natalie Kong
- 2006 : Dead or Alive Xtreme 2 : Tina Armstrong
- 2006 : Naruto: Uzumaki Chronicles 2 : Sakura Haruno
- 2006 : Digimon World Data Squad : Officier Miki Kurosaki et Minami Nitta
- 2006 : Bleach Wii: The Naked Blade's Glistening Rondo : Retsu Unohana
- 2007 : Naruto Shippūden: Ultimate Ninja 4 : Sakura Haruno et Udon
- 2007 : The World Ends with You : Uzuki Yashiro et Raimu Bito
- 2007 : Naruto: Ultimate Ninja Heroes : Sakura Haruno
- 2007 : Naruto: Clash of Ninja Revolution : Sakura Haruno
- 2007 : Naruto: Rise of a Ninja : Sakura Haruno
- 2008 : Saints Row 2 : voix additionnelles
- 2008 : Naruto: Clash of Ninja Revolution 2 : Sakura Haruno
- 2008 : Naruto: Ultimate Ninja Storm : Sakura Haruno
- 2008 : Shaun White Snowboarding
- 2008 : Naruto: The Broken Bond : Sakura Haruno
- 2009 : MadWorld : Naomi et RinRin
- 2009 : Red Faction: Guerrilla
- 2009 : Arcade Zone : Gina
- 2009 : Ninja Gaiden Sigma 2 : Momiji et Obaba
- 2009 : Naruto Shippūden: Clash of Ninja Revolution 3 : Sakura Haruno
- 2009 : Naruto Shippūden: Dragon Blade Chronicles : Sakura Haruno
- 2009 : Naruto Shippūden: Ultimate Ninja Heroes 3 : Sakura Haruno
- 2009 : Final Fantasy XIII : les habitantes de Cocoon
- 2010 : Valkyria Chronicles II : Cordelia gi Randgriz
- 2010 End of Eternity : voix additionnelles
- 2010 : Command and Conquer 4 : Le Crépuscule du Tiberium : voix additionnelles
- 2010 : Dead or Alive Paradise : Tina Armstrong
- 2010 : Naruto Shippūden: Ultimate Ninja Storm 2 : Sakura Haruno
- 2010 : Sonic Free Riders : Miles « Tails » Prower
- 2010 : Sonic Colours : Miles « Tails » Prower
- 2010 : Tales of Graces : Pascal et Asbel jeune
- 2011 : Marvel vs. Capcom 3: Fate of Two Worlds : la présentatrice
- 2011 : Dead or Alive: Dimensions : Tina Armstrong
- 2011 : Sonic Generations : Miles « Tails » Prower
- 2011 : Naruto Shippūden: Ultimate Ninja Impact : Sakura Haruno
- 2011 : Saints Row: The Third : plusieurs personnages
- 2011 : Mario et Sonic aux Jeux olympiques de Londres 2012 : Miles « Tails » Prower
- 2011 : Final Fantasy XIII-2 : voix additionnelles
- 2011 : Star Wars: The Old Republic : voix additionnelles
- 2012 : Naruto Shippūden: Ultimate Ninja Storm Generations : Sakura Haruno
- 2012 : Ninja Gaiden 3 : Momiji
- 2012 : Fire Emblem: Awakening : Lissa
- 2012 : Diablo III : voix additionnelles
- 2012 : Dragon's Dogma : Madeline
- 2012 : The Amazing Spider-Man : voix additionnelles
- 2012 : World of Warcraft: Mists of Pandaria
- 2012 : Dead or Alive 5 : Tina Armstrong
- 2012 : Resident Evil 6 : Deborah Harper
- 2012 : Sports Champions 2
- 2012 : Halo 4 : Dr Owen
- 2012 : Sonic and All-Stars Racing Transformed : Miles « Tails » Prower
- 2013 : Naruto Shippūden: Ultimate Ninja Storm 3 : Sakura Haruno
- 2013 : Dead or Alive 5 Ultimate : Momiji et Tina Armstrong
- 2013 : Sonic Lost World : Miles « Tails » Prower
- 2013 : Mario et Sonic aux Jeux olympiques d'hiver de Sotchi 2014 : Miles « Tails » Prower
- 2013 : Lightning Returns: Final Fantasy XIII : Savannah
- 2014 : Broken Age : Anastasia et autres personnages
- 2014 : Yaiba: Ninja Gaiden Z : Momiji
- 2014 : Diablo III: Reaper of Souls : voix additionnelles
- 2014 : The Amazing Spider-Man 2 : voix additionnelles
- 2014 : WildStar : Myala Everstar
- 2014 : GRID Autosport
- 2014 : World of Warcraft: Warlords of Draenor : Archmage Sol
- 2015 : Dead or Alive 5 Last Round : Tina Armstrong et Momjii
- 2015 : ScreamRide : la présentatrice
- 2015 : Heroes of the Storm
- 2016 : Lego Marvel's Avengers : Thor Girl
- 2016 : Naruto Shippūden: Ultimate Ninja Storm 4 : Sakura Haruno
- 2016 : XCOM 2 : une soldate américaine
- 2016 : Mario et Sonic aux Jeux olympiques de Rio 2016 : Wave
- 2016 : World of Warcraft: Legion : Belysra Starbreeze et Xe'ra
- 2016 : Super Mario Run : Pauline
- 2017 : Fire Emblem Heroes : Serra et Lissa
- 2017 : The Legend of Zelda: Breath of the Wild : Purah
- 2017 : Agents of Mayhem : un membre de l'équipe
- 2017 : XCOM 2 : Firebrand
- 2017 : Fire Emblem Warriors : Lissa
- 2017 : Super Mario Odyssey : Pauline
- 2018 : World of Warcraft: Battle for Azeroth : Archmage Tamuura